# Powerflo

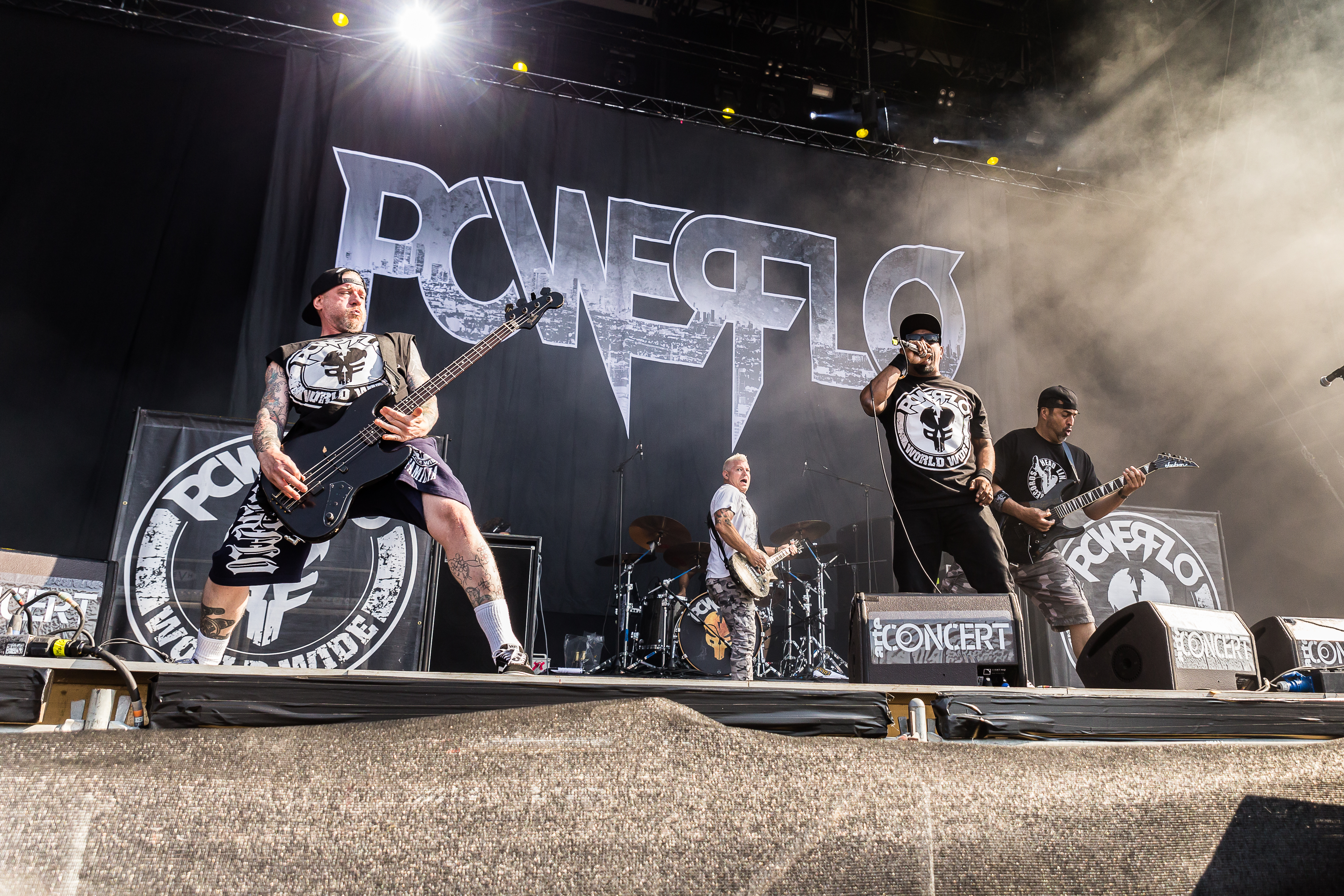
Powerflo live på With Full Force 2018

Powerflo är ett amerikanskt rap metal/nu metal-band grundat år 2016 i Los Angeles (Kalifornien). Bandet består numera av Sen Dog (Cypress Hill, SX-10), Roy Lozano (downset.), Billy Graziadei (Biohazard) och Christian Olde Wolbers (Vio-lence, tidigare Fear Factory).

## Medlemmar

### Nuvarande
- Sen Dog - sång (2016-)
- Roy Lozano - sologitarr, bakgrundsång (2016-)
- Billy Graziadei - kompgitarr, sång (2016-)
- Christian Olde Wolbers - basgitarr, bakgrundsång (2016-)

### Tidigare medlemmar
- Fernando Schaefer - trummor (2016-2018)

### Turnerande medlemmar
- Fred Aching - trummor (2018-)

## Diskografi

### Studioalbum
- Powerflo - 2017
- Gorilla Warfare - 2024

### EP
- Bring That Shit Back! - 2018

## Weblänkar
- Officiell webbplats